# Taimara Suero
Taimara Suero Coronado (L'Avana, 21 dicembre 1979) è un'ex cestista cubana.

## Carriera
Con Cuba ha disputato i Giochi olimpici di Sydney 2000, tre edizioni dei Campionati mondiali (1998, 2002, 2006) e tre dei Campionati americani (2001, 2003, 2005).